# Livistona saribus
Livistona saribus är en enhjärtbladig växtart som först beskrevs av João de Loureiro, och fick sitt nu gällande namn av Elmer Drew Merrill och Auguste Jean Baptiste Chevalier. Livistona saribus ingår i släktet Livistona och familjen Arecaceae. Inga underarter finns listade i Catalogue of Life.